# An Introduction to Ellie Goulding
An Introduction to Ellie Goulding é o primeiro extended play (EP) da artista musical inglesa Ellie Goulding. Lançado exclusivamente para iTunes e Zune através da Polydor Records.

## Lista de faixas
| N.º            | Título                                      | Compositor(es)            | Duração |  |
| 1.             | "Under the Sheets"                          | Ellie Goulding, Starsmith | 3:47    |  |
| 2.             | "Wish I Stayed"                             | Goulding                  | 4:02    |  |
| 3.             | "Wish I Stayed" (acústico) (vídeo)          | Goulding                  | 3:57    |  |
| 4.             | "Roscoe" (acústico) (vídeo)                 | Tim Smith                 | 3:27    |  |
| 5.             | "An Introduction to Ellie Goulding" (vídeo) |                           | 2:34    |  |
| Duração total: | Duração total:                              | Duração total:            | 25:26   |  |